# العلاقات السويدية البلجيكية
العلاقات السويدية البلجيكية هي العلاقات الثنائية التي تجمع بين السويد وبلجيكا.

## مقارنة بين البلدين
هذه مقارنة عامة ومرجعية للدولتين:
| وجه المقارنة                                              | السويد                                                                               | بلجيكا                                                                              |
| --------------------------------------------------------- | ------------------------------------------------------------------------------------ | ----------------------------------------------------------------------------------- |
| المساحة (كم2)                                             | 450.30 ألف                                                                           | 30.53 ألف                                                                           |
| عدد السكان (نسمة)                                         | 10.16 مليون                                                                          | 11.37 مليون                                                                         |
| الكثافة السكانية (ن./كم²)                                 | 22.56                                                                                | 372.42                                                                              |
| العاصمة                                                   | ستوكهولم                                                                             | بروكسل                                                                              |
| اللغة الرسمية                                             | اللغة السويدية، لغات السامي، اللغة الفنلندية، منكيلي، اللغة الرومنية، اللغة اليديشية | اللغة الهولندية، لغة فرنسية، اللغة الألمانية                                        |
| العملة                                                    | كرونة سويدية                                                                         | يورو، فرنك بلجيكي                                                                   |
| الناتج المحلي الإجمالي (بليون دولار)                      | 538.04 مليار                                                                         | 492.68 مليار                                                                        |
| الناتج المحلي الإجمالي (تعادل القوة الشرائية) بليون دولار | 469.01 مليار                                                                         | 514.74 مليار                                                                        |
| الناتج المحلي الإجمالي الاسمي للفرد دولار أمريكي          | 50.58 ألف                                                                            | 40.32 ألف                                                                           |
| الناتج المحلي الإجمالي للفرد دولار أمريكي                 | 45.30 ألف                                                                            | 43.44 ألف                                                                           |
| مؤشر التنمية البشرية                                      | 0.907                                                                                | 0.890                                                                               |
| رمز المكالمات الدولي                                      | +46                                                                                  | +32                                                                                 |
| رمز الإنترنت                                              | .se                                                                                  | .be                                                                                 |
| المنطقة الزمنية                                           | توقيت وسط أوروبا، ت ع م+01:00، ت ع م+02:00، أوروبا/ستوكهولم ‏                         | توقيت وسط أوروبا، ت ع م+01:00، ت ع م+02:00، توقيت وسط أوروبا الصيفي، أوروبا/بروكسل ‏ |

## مدن متوأمة
في ما يلي قائمة باتفاقيات التوأمة بين مدن سويدية وبلجيكية:
- ترتبط Östhammar Municipality [الإنجليزية]‏ مع Durbuy [الإنجليزية]‏ باتفاقية توأمة.
- ترتبط بلدية فينسبونغ [الإنجليزية]‏ مع Yvoir [الإنجليزية]‏ باتفاقية توأمة.
- ترتبط Oxelösund Municipality [الإنجليزية]‏ مع هوفاليز باتفاقية توأمة.
- ترتبط Oxelösund [الإنجليزية]‏ مع هوفاليز باتفاقية توأمة.

## منظمات دولية مشتركة
يشترك البلدان في عضوية مجموعة من المنظمات الدولية، منها:
| علم المنظمة | اسم المنظمة                               | تاريخ انضمام السويد | تاريخ انضمام بلجيكا |
| ----------- | ----------------------------------------- | ------------------- | ------------------- |
|             | اتفاقية السماوات المفتوحة                 | ?                   | ?                   |
|             | الوكالة الدولية للطاقة                    | ?                   | ?                   |
|             | منظمة التجارة العالمية                    | 1995                | ?                   |
|             | الأمم المتحدة                             | 19 نوفمبر 1946      | 27 ديسمبر 1945      |
|             | الاتحاد الدولي للاتصالات                  | 1866                | 1866                |
|             | منظمة التعاون الاقتصادي والتنمية          | ?                   | ?                   |
|             | مجلس أوروبا                               | ?                   | ?                   |
|             | وكالة الفضاء الأوروبية                    | ?                   | ?                   |
|             | اتحاد المدفوعات الأوروبي ‏                 | ?                   | ?                   |
|             | المرصد الأوروبي الجنوبي                   | 1962                | 1962                |
|             | المنظمة الأوروبية لسلامة الملاحة الجوية   | 1995                | 1960                |
|             | الاتحاد الأوروبي                          | 1995                | 25 مارس 1957        |
|             | الاتحاد البريدي العالمي                   | ?                   | ?                   |
|             | يونسكو                                    | 23 يناير 1950       | 29 نوفمبر 1946      |
|             | مؤسسة التنمية الدولية                     | 24 سبتمبر 1960      | 2 يوليو 1964        |
|             | منظمة حظر الأسلحة الكيميائية              | ?                   | ?                   |
|             | نظام تحكم تكنولوجيا القذائف               | 1991                | 1990                |
|             | وكالة ضمان الاستثمار متعدد الأطراف        | 12 أبريل 1988       | 18 سبتمبر 1992      |
|             | منظمة الشرطة الجنائية الدولية             | ?                   | ?                   |
|             | المنظمة الهيدروغرافية الدولية             | ?                   | ?                   |
|             | مؤسسة التمويل الدولية                     | 20 يوليو 1956       | 27 ديسمبر 1956      |
|             | بنك التنمية الآسيوي                       | 1966                | 1966                |
|             | البنك الدولي للإنشاء والتعمير             | 31 أغسطس 1951       | 27 ديسمبر 1945      |
|             | البنك الإفريقي للتنمية                    | ?                   | ?                   |
|             | مجموعة الموردين النوويين                  | ?                   | ?                   |
|             | الفريق المعني برصد الأرض                  | ?                   | ?                   |
|             | مجموعة أستراليا                           | 1991                | 1985                |
|             | مركز تنسيق الحركة في أوروبا ‏              | ?                   | ?                   |
|             | منظمة الأمن والتعاون في أوروبا            | 25 يونيو 1973       | 25 يونيو 1973       |
|             | المركز الدولي لتسوية المنازعات الاستشارية | 28 يناير 1967       | 26 سبتمبر 1970      |

## أعلام
هذه قائمة لبعض الشخصيات التي تربطها علاقات بالبلدين:
- ألبير الثاني ملك بلجيكا (سياسي بلجيكي، 6 يونيو 1934[27] – )
- الأميرة إليزابيث، دوقة برابانت (25 أكتوبر 2001 – )
- إليانور أميرة بلجيكا (16 أبريل 2008 – )
- بودوان الأول ملك بلجيكا (7 سبتمبر 1930[28][29][30] – 31 يوليو 1993[28][29][30])
- بول هنري سباك (سياسي بلجيكي، 25 يناير 1899[31][32][33] – 31 يوليو 1972[31][32][33])
- بيرت أريكسون (سياسي بلجيكي، 30 يونيو 1931 – 2 أكتوبر 2005)
- غابرييل أمير بلجيكا (أمير بلجيكا، 20 أغسطس 2003 – )
- فيليب ملك بلجيكا (ملك بلجيكا، 15 أبريل 1960[34] – )
- لوران أمير بلجيكا (19 أكتوبر 1963 – )

## وصلات خارجية
- موقع وزارة الخارجية السويدية
- موقع وزارة الخارجية البلجيكية